# Gola (powiat grodziski)
Gola – wieś w Polsce położona w województwie wielkopolskim, w powiecie grodziskim, w gminie Rakoniewice.

## Historia
Wieś pierwotnie związana była z Wielkopolską. Ma metrykę  średniowieczną. Istnieje co najmniej od drugiej połowy XIII wieku. Wymieniona została w łacińskim dokumencie datowanym na 1287 pod nazwą „Golya’’, w 1401 pod obecną nazwą „Gola”, a w 1482 błędnie „Vola”.
Miejscowość była początkowo własnością kościelną i należała do opactwa cystersów w Obrze, a później stała się wsią szlachecką należącą do lokalnej szlachty wielkopolskiej Rzeszotarzewskich, Trzebawskich oraz Śmigielskich. W 1440 leżała w powiecie kościańskim Korony Królestwa Polskiego. W 1401 należała do parafii Rzeszotarzewo (obecnie Rostarzewo).
Wieś odnotowana została po raz pierwszy w dokumencie z 1287, w którym książę wielkopolski Przemysł II jako uposażenie nadał klasztorowi cystersów w Obrze okoliczne wsie w tym m.in. Golę ze wszelkimi prawami. Dokument ten w 1431 potwierdził król polski Władysław Jagiełło potwierdzając wszystkie przywileje klasztoru w Obrze.
W 1401 Wojciech Rzeszotarzewski zapowiedział przed sądem ziemskim zastawione mu przez cystersów z Obry dziedziny, a w tym m.in. wsie Golę oraz Guździno. Tego roku Wojciech ten wraz ze Stefanem uposażyli kościół w Rzeszotarzewie, a na ich prośbę biskup poznański Wojciech transumował ich dokument erekcyjny erygując kościół parafialny w Rzeszotarzewie przydzielając do niego okoliczne wsie w tym m.in. wieś Gola. W 1434 cystersi oberscy zapowiedzieli swe dziedziny w tym m.in. Golę i Guździno. W latach 1440–1482 jako właściciel we wsi odnotowany został Sędziwój Korzbok Trzebawski, który w 1440 za zgodą Władysława Jagiełły dał Hermanowi opatowi cystersów z Obry połowę Chwalimia oraz 150 grzywien półgroszy, a w zamian otrzymał dziedziny Gola i Guździno.
Wieś wspomniano także w archiwach sądowych. W 1408 Mikołaj Wata z Nądni miał zapłacić 14 grzywien kary sądowi za to, że bezprawnie naganił szlachectwo Zygmunta z Goli, któremu z kolei nakazano zapłatę 3 grzywien szer. groszy. W 1420 odnotowano zbrodnię we wsi. Kmiecie z Goli zabili Janusza Rzeczycę z Gnina, a sąd zwolnił od odpowiedzialności opata cystersów w Obrze, dla którego kmiecie ci pracowali, ponieważ po dokonaniu morderstwa zbiegli oni ze wsi. W 1429 imiennie odnotowano Stefana sołtysa z Goli. W 1430 Adam służebnik szlachcica Henryka z Niałka toczył proces z Małgorzatą córką sołtysa z Goli o rozwód. Zeznał przed sądem, że został uwięziony i przymuszony do małżeństwa, czemu strona przeciwna zaprzeczyła.
W 1482 Jan Śmigielski zakupił od Sędziwoja Trzebawskiego wsie Ruchocice, Guździno i Golę za 2000 złotych węgierskich. W 1483 Sędziwój Trzebawski zeznał przed sądem, że otrzymał od Jana Śmigielskiego 400 złotych węgierskich i 100 grzywien półgroszy na poczet sumy 900 grzywien długu, zaś Jan Śmigielski zeznał, że tytułem zapłaty za wspomniane wsie wpłacił na jego rzecz 666 grzywien oraz 32 grosze szer. półgroszy.
Wskutek II rozbioru Polski w 1793 wieś przeszła pod władanie Prus i jak cała Wielkopolska znalazła się w zaborze pruskim. W okresie Wielkiego Księstwa Poznańskiego (1815-1848) miejscowość wzmiankowana jako Gola należała do wsi większych w ówczesnym powiecie babimojskim rejencji poznańskiej. Gola należała do rakoniewickiego okręgu policyjnego tego powiatu i stanowiła część majątku Gościeszyn, który należał wówczas do Macieja Mielżyńskiego. Według spisu urzędowego z 1837 roku Gola liczyła 174 mieszkańców, którzy zamieszkiwali 31 dymów (domostw).
W latach 1975–1998 miejscowość należała administracyjnie do województwa poznańskiego.